# Varangerfjorden
Varangerfjorden ligger i Finnmark fylke og er den østligste fjord i Norge. Fjorden er omkring 100 kilometer lang og strækker sig ind til Varangerbotn, der er hovedbyen i Nesseby Kommune. Mundingen af fjorden er omkring 55 kilometer bred og går fra Vardø i nord til Grense Jakobselv i syd. Fjorden har retning øst–vest og er 90 kilometer lang.

## Geografi
Fjorden ligger på sydsiden af Varangerhalvøen. Den største bebyggelse på nordsiden af fjorden er byen Vadsø som ligger omkring halvvejs inde i fjorden. Andre bebyggelser på nordsiden er Kiberg, Komagvær, Skallelv, Krampenes, Ekkerøy, Golnes, Vestre Jakobselv og byen Nesseby. På sydsiden ligger byen Kirkenes (ved Bøkfjorden) Bugøynes og Karlebotn. Pga. forkastningen på havbunden mellem nord- og sydsiden af fjorden er dette Norges mest vandholdige fjord.
Inderst i fjorden stikker Selešnjárga ud i fjorden. Her ligger fjordene Karlebotn på sydsiden og Meskfjorden på nordsiden. Inderst i Meskfjorden ligger Varangerbotn
I den ydre del af fjorden på sydsiden ligger flere øer. Den største af disse er Skogerøya lige nord for Kirkenes. Her ligger også Kjelmøya og Reinøya.

### Fjordarme
Alle fjordarmene ligger, hvis man ser bort fra Karlebotn og Meskfjorden i enden, på sydsiden af fjorden, og de fleste i den ydre del omkring Kirkenes.
- Kobbholmfjorden
- Sagfjorden
- Jarfjorden
  - Litle Jarfjorden
- Holmengråfjorden
- Bøkfjorden, ved Kirkenes
  - Krokfjorden
  - Sølferbotn
  - Langfjorden
  - Korsfjorden
- Kjøfjorden
  - Spurvfjorden
  - Neidenfjorden
    - Munkefjorden
- Oterfjorden
- Vagnfjorden
- Bugøyfjorden
- Veidnesfjorden
- Karlebotn
- Meskfjorden

## Historie
Kvenerne, som bor ved Varangerfjorden, er for de flestes vedkommende efterkommere af finske immigranter, som kom til området i 1800-tallet fra Finland og Nordsverige.
I den første halvdel af 1800-tallet var der risiko for, at Rusland ville kræve en del af kysten langs Varangerfjorden. Dette var et politisk tema i Europa, hvilket gjorde, at kong Oskar 1. indgik en alliance med Storbritannien og Frankrig for at hindre dette.